# Diggs
«Diggs» (укр. «Діґс») — дванадцята серія двадцять п'ятого сезону мультсеріалу «Сімпсони», прем'єра якої відбулась 9 березня 2014 року у США на телеканалі «Fox».

## Сюжет
Коли приїжджий і недавно навернений християнський місіонер з Індонезії благає паству Спрінґфілдської церкви пожертвувати на допомогу хворому хлопчику, Барт співчуває за свого однолітка. Барт дуже просить батьків пожертвувати, і Гомер, врешті-решт, уступає, позичаючи Барту 20 доларів. Однак Сімпсон старший майже миттєво починає вимагати від Барта погасити борг. Відчуваючи тиск Гомера просить своїх однокласників допомогти, пропонуючи з'їсти що завгодно за гроші.
Незабаром Барт вимушено з'їдає купу речей, включно із жабою, підготовленою до розтину. Ліса попереджає свого брата не споживати тварину. З'ївши жабу, повертає батькові 20 доларів, але Барт потрапляє в лікарню (з лікуванням на 4 тисячі доларів).
Наступного дня друзі та однокласники Барта, в тому числі Мілгаус, цураються його за поїдання жаби. Коли шкільні хулігани збираються напасти на Барта, новий учень на ім'я Діґс рятує його своїм соколом, Волею. Він відкриває Барту приховану за школою штаб-квартиру соколиного клубу. Барт проводить дедалі більше часу з Діґсом і вчиняє певні пустощі за участі Волі.
Одного разу Діґс пірнає з високої гілки дерева, в результаті чого отримує травму та екстрену госпіталізацію. Барт цікавиться, що спонукало нового друга так вчинити? Діґс пояснює, що він хотів літати, настороживши Барта своєю ідеєю, що, можливо, всі люди можуть літати, але нзабули про це. Доктор Гібберт та невідомий лікар просять Барта покинути палату, але хлопчик підслуховує, що Діґса переводять до психіатричної лікарні. Гомер і Мардж усвідомлюють, що це означає. Мардж каже Барту, що це означає, що Діґс має серйозні проблеми із психікою, і Гомер пропонує Барту відновити дружбу з Мілгаусом.
Барт повертається до школи і, коли заходить у соколиний клуб, то бачить Діґса, що сидів на вікці. Той стверджує, що його відпустили на день для участі в соколиному змаганні. На конкурсі Діґс представляє Барту план звільнення всіх соколів і Барт допомагає Діґсу його. В результаті, всі соколи-учасники відлітають зграєю. Діґс дякує Барту за його дружбу і їде на велосипеді назад до психлікарні, відзначивши, що тепер він навряд чи скоро отримає звільнення, але він радий, що вони провели час разом. Одразу ж після приходить Мілгаус, щоб вибачитися перед Бартом за те, що він уникав його.
У фінальні сцені Мардж готує на вечерю птаха. Барт розпитує, чи це не Воля, сокіл Діґса, однак мати заспокоює, що це качка.

## Виробництво
Спочатку серія повинна була вийти як 13 серія сезону, 9 березня о 20:00 одразу після прем'єри серії «The Man Who Grew Too Much» о 19:30. Однак, зрештою, серії були поміняні місцями.

## Цікаві факти і культурні відсилання
- Сюжет серії є пародією на роман «Ловець у житі» Джерома Селінджера[3].
- У заставці серії «Marge vs. the Monorail» 4 сезону Барт писав «Я не їстиму речей за гроші» (англ. «I will not eat things for money»), однак у цій серії він таки їв речі за гроші.

## Ставлення критиків і глядачів
Під час прем'єри серію переглянули 2,69 млн осіб з рейтингом 1.2, що зробило її найменш популярною серією сезону і загалом на той час.
Денніс Перкінс з «The A.V. Club» дав серії оцінку C+, сказавши, що «просто це Барт, а Барт не підходить для подібних історій так само, як, скажімо, Ліса — його персонаж просто не створений для того, щоб „взаємодіяти“, принаймні, більше… „Diggs“ згасає в пам'яті».
Згідно з голосуванням на сайті The NoHomers Club більшість фанатів оцінили серію на 3/5 із середньою оцінкою 2,92/5.